# Племяшов, Кирилл Владимирович
Кири́лл Влади́мирович Племяшо́в (род. 6 июня 1974, Ленинград) — российский учёный в области генетики и разведения сельскохозяйственных животных. Член-корреспондент и профессор РАН (оба звания — с 2016), доктор ветеринарных наук (2011, кандидат 2000). С 2013 года директор Всероссийского научно-исследовательского института генетики и разведения сельскохозяйственных животных, ранее профессор и заведующий кафедрой СПбГАВМ.

## Биография
Окончил как ветеринарный врач Санкт-Петербургскую государственную академию ветеринарной медицины, где учился с 1991 по 1996 год и куда затем поступил в аспирантуру на кафедре акушерства. Также окончил как юрист Санкт-Петербургский институт внешнеэкономических связей, экономики и права (2002).
С 1997 по 2003 год в СПбГАВМ прошёл путь от ассистента до профессора и заведующего кафедрой ветеринарного акушерства и гинекологии. С 2013 года занял пост директора Всероссийского научно-исследовательского института генетики и разведения сельскохозяйственных животных (ВНИИГРЖ).
В 2023 году вошёл в состав президиума новосозданного Санкт-Петербургского отделения РАН. 
Эксперт РНФ, Рособрнадзора, РАН. Председатель диссертационного совета Д 006.012.01.
Главный редактор журнала «Генетика и разведение животных». Член редколлегий «Международного вестника ветеринарии», «Вопросов нормативно-правового регулирования в ветеринарии», «Иппологии и ветеринарии».
Женат, четверо детей.
Опубликовал более 200 научных работ, в том числе 7 монографий.